# توني سيمز
توني سيمز (بالإنجليزية: Tony Sims) هو فنان قتال مختلط أمريكي، ولد في 14 أكتوبر 1985 في دافنبورت في الولايات المتحدة.

## وصلات خارجية
- توني سيمز على موقع يو إف سي (الإنجليزية)
- توني سيمز على موقع شيردوغ (الإنجليزية)
- توني سيمز على موقع Tapology.com (الإنجليزية)
- توني سيمز على موقع IMDb (الإنجليزية)